# 新本亘
新本 亘（にいもと わたる、1992年9月19日 - ）は、日本の元ラグビー選手。

## プロフィール
- 広島県出身[1]。
- ポジションはロック(LO)、フランカー(FL)。
- 身長 185cm、体重 93kg
- ニックネームはワタル。

## 略歴
ラグビーを始めたきっかけは兄。
2011年、崇徳高校卒業後、専修大学に入る。
2015年、専修大学卒業後、宗像サニックスブルースに加入。同年10月24日に行われたトップキュウシュウA第6節の三菱重工長崎戦に途中出場で公式戦初出場を果たす。
2018年、清水建設ブルーシャークスに加入。
2021年、現役を引退した。